# L'hoste (Star Trek: La nova generació)
"L'hoste" (títol original en anglès "The Host") és el 23è episodi de la quarta temporada de la sèrie de televisió de ciència-ficció estatunidenca Star Trek: La nova generació, i el 97è de tota la sèrie. Es va emetre originalment en redifusió als Estats Units l'11 de maig de 1991. Fou dirigit per Marvin V. Rush.
Ambientada al segle XXIV, la sèrie segueix les aventures de la tripulació de la nau de la Flota Estel·lar de la Federació Enterprise-D sota el comandament del capità Jean-Luc Picard. En aquest episodi, la doctora Beverly Crusher (Gates McFadden) s'enamora d'Odan (Franc Luz), un mediador trill. Però després que ell sigui ferit mortalment, ella descobreix que "Odan" és en realitat una criatura simbiòtica que viu dins d'un cos d'hoste humanoide. El comandant William Riker (Jonathan Frakes) s'ofereix voluntari per actuar com a hoste temporal, cosa que complica la relació entre Crusher i Odan. La mediació té èxit, però després que Odan sigui transferit a una nova hoste Trill femenina (Nicole Orth-Pallavicini), Crusher decideix no continuar la relació.
En el moment del rodatge, McFadden estava embarassada de set mesos, cosa que va provocar l'ús de tècniques de rodatge per ocultar el seu abdomen. Es va dissenyar un aparell de maquillatge de dues parts per a l'hoste Trill, així com per al simbiont en si, que estava basat en una eruga i un pop. El trill tornaria posteriorment a Star Trek: Deep Space Nine, tot i que el maquillatge va ser redissenyat. "L'hoste" va rebre una qualificació Nielsen de l'11,3% durant la primera setmana d'estrena en sindicació. El final de l'episodi ha rebut una acollida mixta, amb Zack Handlen per The A.V. Club dient que la reacció de Crusher tenia "tot el sentit", mentre que altres van suggerir que l'afirmació sobre les opinions heteronormatives de Crusher s'hauria d'haver limitat a un tret de caràcter en lloc d'una declaració general sobre les opinions de l'espècie.
Va ser el primer episodi dirigit per Marvin V. Rush, el director de fotografia, i va ser escrit per Michel Horvat.

## Argument
El mediador Odan (Franc Luz), aborda lEnterprise per negociar un tractat de pau entre dos grups hostils. La doctora Beverly Crusher (Gates McFadden) queda encantada amb l'home, i els dos comparteixen una història d'amor durant el viatge. Odan es nega a utilitzar el transportador i demana que li proporcionin una llançadora i un pilot; el comandant William Riker (Jonathan Frakes) compleix aquesta petició. Durant la missió, la llançadora és atacada per una facció dissident i Odan resulta ferit de mort. Mentre intenta salvar l'alienígena a la infermeria, la Dra. Crusher s'assabenta que Odan és un trill, una espècie que viu simbiòticament dins del cos del seu hoste. El tinent comandant Data (Brent Spiner) revela a més que el transportador hauria danyat la forma de vida simbiòtica. Després de la mort del cos amfitrió d'Odan, el comandant Riker s'ofereix voluntari per permetre que Odan l'utilitzi com a amfitrió per dur a terme les negociacions necessàries fins que arribi un nou amfitrió.
La presència d'Odan esdevé dominant sobre Riker, i la doctora Crusher es troba inicialment confosa quan Odan continua intentant interactuar amb ella per continuar la seva relació. La doctora Crusher està desconcertada i plena d'emocions quan més tard confia a la consellera Deanna Troi (Marina Sirtis) i es pregunta sobre la veritable profunditat dels seus sentiments per Odan. Amb una mica d'esforç, Odan, al cos de Riker, aconsegueix convèncer els delegats dels planetes en guerra perquè treballin amb ell. Tanmateix, el cos de Riker comença a deteriorar-se a causa de la incompatibilitat de diferents biologies. La nau que transporta el nou amfitrió ha experimentat avaries del motor. La doctora Crusher fa tot el possible per ampliar les possibilitats de Riker i Odan mentre l' "Enterprise" corre per trobar-se amb la nau trill, i té un moment profundament emotiu amb el capità Jean-Luc Picard (Patrick Stewart).
L' "Enterprise" aconsegueix trobar-se a temps per portar a bord la nova amfitriona, una dona (Nicole Orth-Pallavicini), per a sorpresa de la Dra. Crusher. Ajuda els altres trill a trasplantar Odan al nou amfitrió, i tant Riker com Odan es recuperen completament. Quan Odan intenta continuar la seva relació, la Dra. Crusher se sent incòmoda perquè, als seus ulls, Odan ara és una dona, i sap que Odan continuarà vivint en els cossos de qualsevol nombre d'amfitrions. Odan afirma que encara estima la Dra. Crusher, però entén la seva confusió i incomoditat, i promet no oblidar-la mai ni el seu curt temps junts. I la Dra. Crusher respon que també estima Odan; en el nou cos d'amfitrió femení d'Odan, Odan li besa la part interior del canell de la mà.

## Repartiment i doblatge al català
La sèrie va ser doblada al català pels estudis Tramontana (primera part) i Soundtrack (segona part) i emesa a TV3 l’any 1991. Els dobladors de l'episodi foren:
| Personatge             | Actor/actriu            | Veu en català      |
| ---------------------- | ----------------------- | ------------------ |
| Jean-Luc Picard        | Patrick Stewart         | Joan Crosas        |
| William Riker          | Jonathan Frakes         | Antoni Forteza     |
| Data                   | Brent Spinner           | Joaquim Sota       |
| Geordi La Forge        | LeVar Burton            | Aleix Estadella    |
| Worf                   | Michael Dorn            | Enric Arquimbau    |
| Beverly Crusher        | Gates McFadden          | Aurora Garcia      |
| Deanna Troi            | Marina Sirtis           | Victòria Pagès     |
| Odan                   | Frank Luz               | Jordi Royo         |
| Governadora Leka Trion | Barbara Tarbuck         | Anna Maria Solsona |
| Kalin Trose            | William Newman          | Ferran Llavina     |
| Kareel Odan            | Nicole Orth-Pallavicini | Montse Puga        |
| Lathal Bine            | Robert Harper           | Manel Català       |
| Alyssa Ogawa           | Patti Yasutake          | Isabel Muntaner    |

## Producció

### Direcció i guió

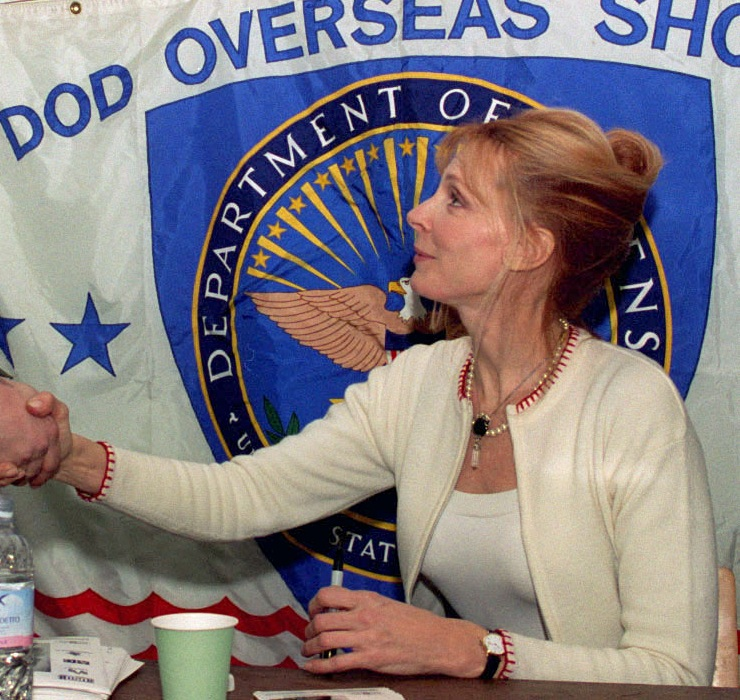
Gates McFadden westava embarassada de set mesos en el moment del rodatge de "L'hoste".

"L'hoste" va ser escrita per Michael Horvat i dirigida per Marvin V. Rush. Rush havia estat el director de fotografia de la sèrie des del començament de la tercera temporada i va ser el primer dels tres membres de l'equip de la sèrie a dirigir un episodi. El rodatge de les escenes de Gates McFadden va ser complicat pel fet que estava embarassada de set mesos en aquell moment, cosa que requeria angles de càmera diferents dels que s'utilitzaven normalment. Jonathan Frakes, que interpretava el comandant Riker, va explicar més tard que "no abordarien el fet que l'actriu estava embarassada", exigint al repartiment i a l'equip que amaguessin l'estómac de McFadden de la càmera amb mobles o utilitzant angles de càmera que només la mostraven des dels pits cap amunt. A Rush no li van dir quin episodi dirigiria, a part que seria un episodi basat en una nau. Més tard va dirigir dos episodis de Star Trek: Voyager i dos de Star Trek: Enterprise.
L'editor d'històries Brannon Braga va quedar satisfet amb l'episodi, qualificant-lo d' "una de les històries més destacades que hem fet mai", ja que originalment es va suggerir com una història de "cuc retorçat", que va ser "única" ja que va acabar convertint-se en "la història d'amor més commovedora". Ronald D. Moore va afirmar que s'havia convertit en una història de "Star Trek" centrant l'episodi en la relació en lloc de en les negociacions. Rush va suggerir que alguns espectadors estaven decebuts amb el final, ja que Crusher no va acceptar el sevu amant en el seu nou cos femení. Va dir que era un punt de vista vàlid i que les línies de McFadden a l'escena final deixaven clar que presentava l'esperança que l'homosexualitat seria millor acceptada en el futur. El tema es va tornar a tractar a l'episodi "Rejoined" de "Star Trek: Deep Space Nine", que va presentar un dels primers petons lèsbics televisats.
El personatge d'Odan tornaria a les publicacions no canòniques de Star Trek, inclòs el conte "First Steps" dins de l'antologia The Lives of Dax. També va fer dues aparicions a còmics amb llicència, primer al número quatre de DC Comics Star Trek: The Next Generation Annual número quatre i després a Divided we Fall, un crossover entre La nova generació i Deep Space Nine publicat sota el segell WildStorm.

### Maquillatge i disseny d'escenografia

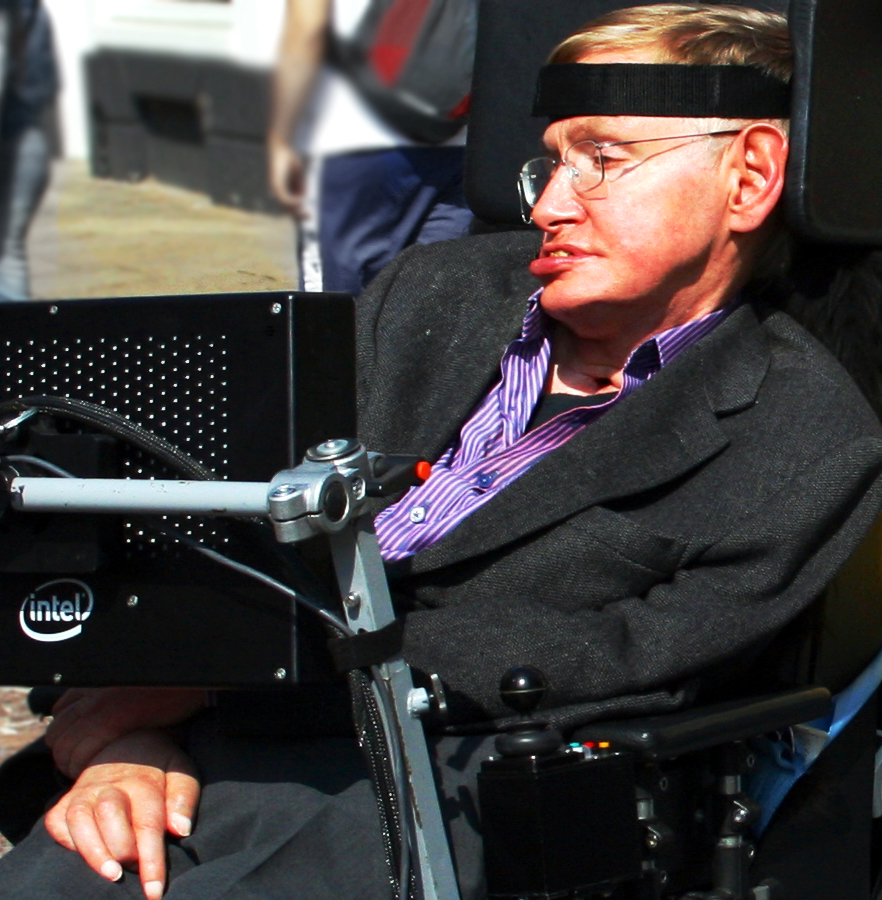
La llançadora a "L'hoste" a rebre el nom del professor Stephen Hawking.

El maquillatge per a l'amfitrió de Trill presentava peces separades per al nas i el front, ja que la intenció era conservar l'aspecte general d'un humà. Es van col·locar bufetes d'aire dins d'un abdomen fals per crear la imatge en què el simbiont semblava moure's sota la pell de l'amfitrió. Es va crear un segon abdomen fals per a l'escena de la cirurgia en què el simbiont es trasllada a Riker, que funcionava fent que un membre de la tripulació s'estirés sota la taula de cirurgia, estirant el simbiont cap a l'obertura utilitzant una corda oculta. El disseny del simbiont es basava en una eruga amb un pop per cap, que presentava una altra butxaca d'aire per donar l'aspecte que estava pulsant i pintada amb pintura fluorescent per brillar quan s'hi il·luminava amb llum negra durant aquella escena.
El trill va tornar a aparèixer més tard a "Deep Space Nine", amb múltiples amfitrions del simbiont Dax apareixent a la pantalla. Inicialment es va utilitzar el mateix maquillatge que en la seva aparició original a "La nova generació", però després de dos dies de rodatge amb Terry Farrell a les pròtesis, la van enviar de nou al departament de maquillatge per canviar-lo.El conjunt de la llançadora era el mateix que s'havia utilitzat anteriorment, amb peces creades per a diferents episodis des que va començar la feina a l'episodi de la primera temporada "Fer-se gran". A "L'hoste", va ser anomenada "Hawking" en honor al físic teòric professor Stephen Hawking.

## Recepció i comunicat de premsa a casa
"The Host" es va emetre en redifusió durant la setmana que va començar el 12 de maig de 1991. Va rebre una índex Nielsen d'11,3, reflectint el percentatge de totes les llars que van veure l'episodi durant la seva franja horària. Això el va situar com el programa redifós més vist de la setmana, tot i que els índexs d'audiència eren propers a la mitjana de la temporada.
James Van Hise, al seu llibre The Unauthorized Trek: The Complete Next Generation, va qualificar la introducció del Trill com un "element crucial" a Deep Space Nine, però va criticar la decisió que Crusher no s'interessés per Odan un cop s'hagués transferit a la seva nova dona amfitrió. Es diu que aquesta "aparent homofòbia" va provocar que l'episodi fos "àmpliament criticat" per David Greven al seu llibre Gender and Sexuality in Star Trek. Keith DeCandido, en un article per a Reactor, va escriure que era difícil fer una crítica justa de l'episodi a causa que el trill s'havia explorat amb més profunditat a Deep Space Nine, i les alteracions posteriors fetes per a aquesta sèrie en comparació amb "L'hoste". Va dir de l'episodi en general que el romanç semblava precipitat, i que li hauria agradat veure l'exploració dels sentiments de Riker sobre el seu cos utilitzat per tenir relacions sexuals amb un amic. Es va fer una altra crítica al final, ja que les declaracions de Crusher insinuaven que eren els humans els que tenien un problema amb l'homosexualitat i la bisexualitat en lloc de limitar-ho a ser el seu propi problema. Li va donar una puntuació de quatre sobre deu.
Nick Keppler, escrivint per a Nerve.com, va incloure "L'hoste" com un dels els episodis més "gais" de la franquícia i va descriure el gir al final de l'episodi amb el gènere del nou portador d'Odan com a "sàfic". Va criticar la reacció de Crusher al final de l'episodi, dient que ella "es ficava al llit amb extraterrestres sospitosos amb fronts estranys i arrugats, però per alguna raó traça la línia amb les dones de l'espai". Zack Handlen va donar a l'episodi una qualificació de B+ a la seva crítica de The A.V. Club, dient que la idea central de l'episodi era millor que l'execució. Però va dir que el final tenia "tot el sentit", ja que va dir que l'amor no era únicament espiritual, sinó que "ens enamorem dels trets, de les formes, dels cossos, així com de les ments". Va afegir que la reacció d'Odan també era encertada, ja que "tothom té una línia, i si els estimes, no els demanaràs que la creuin."  Robin Roberts va escriure que aquest episodi i "Marginació" van ser els episodis de La nova generació que van tractar més obertament l'orientació sexual, tot i que Roberts va pensar que la representació a "Marginació" es va gestionar una mica millor.
La primera versió domèstica de "L'hoste" va ser en vídeocasset VHS, i va aparèixer el 23 de juliol de 1996 als Estats Units i al Canadà. Aquest episodi es va publicar amb la caixa del DVD de la quarta temporada de Star Trek: La nova generació, llançada als Estats Units el 3 de setembre de 2002. El primer llançament en Blu-ray de la quarta temporada va ser al Regne Unit el 29 de juliol de 2013, i el 30 de juliol als Estats Units.